# Nova (Ungheria)
Nova è un comune dell'Ungheria di 861 abitanti (dati 2001). È situato nella contea di Zala.